# Erythrodolius griffithsorum
Erythrodolius griffithsorum är en stekelart som beskrevs av Ian D. Gauld 1997. Erythrodolius griffithsorum ingår i släktet Erythrodolius och familjen brokparasitsteklar. Inga underarter finns listade i Catalogue of Life.